# آدم‌خواران ساوو

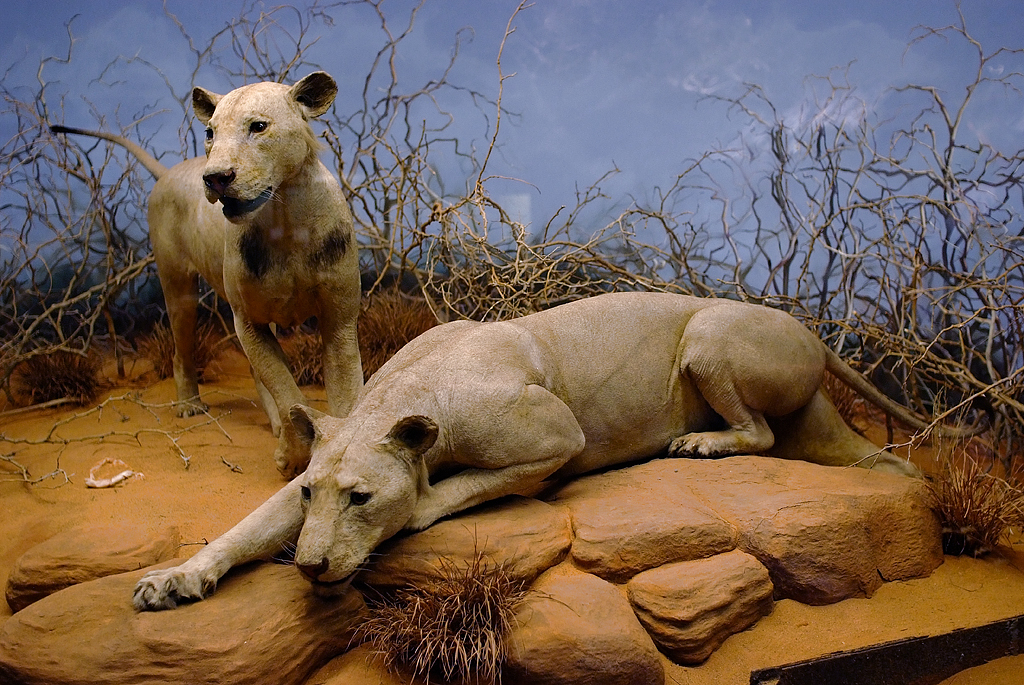
شیرهای آدم‌خوار ساوو در نمایشگاه موزه تاریخ طبیعی فیلد شیکاگو - ایلینوی

آدم‌خواران ساوو (انگلیسی: Tsavo Man-Eaters) یک جفت شیر ساووی آدمخوار بودند که از آنها به عنوان عامل اصلی مرگ برخی از کارگران ساختمانی در زمان ساخت راه‌آهن کنیا - اوگاندا در تاریخ مارس ۱۸۹۸ یاد می‌شود. این دو شیر، یک جفت نر و ماده بودند که تعداد کشته‌شدگان و شیوهٔ حملۀ آنها سبب شد تا رفتارشان غیرعادی و غیرقابل پیش‌بینی باشد. تعداد دقیق افرادی که توسط این شیرها کشته شده‌اند مشخص نیست اما بنابر اظهارات سرهنگ دوم، جان هنری پترسن، در مجموع ۱۳۵ قربانی وجود داشته‌است.

## تاریخچه
بریتانیا در راستای ساخت راه‌آهن متصل‌کنندهٔ اوگاندا به اقیانوس هند از طریق بندر کیلیندینی، در ماه مارس سال ۱۸۹۸، شروع به احداث یک پل راه‌آهن بر روی رودخانه ساوو در کنیا نمود. این پروژه توسط سرهنگ دوم، جان هنری پترسن رهبری شد. در مدت زمان ۹ ماه ساخت و ساز، ۲ شیر نر ساوو در اطراف اردوگاه به شکلی کاملاً محتاطانه کمین نموده و در شب و هنگامی که همگان در خواب بودند، کارگران محلی را از درون خیمه‌های اردوگاه بیرون کشیده و به شکلی حریصانه و فجیع، دریده و می‌بلعیدند. کارگران و خدمه، تلاش بسیاری نمودند تا شیرها را بترسانند. آنها با ایجاد آتش در اردوگاه و ساخت بوما که نوعی نرده و حفاظ ابتدایی ساخته شده از گیاه واچیلا بود و همچنین شاخه‌های درخت آکاسیا در اطراف اردوگاه، سعی در دور نگه داشتن این حیوانات درنده داشتند هر چند تمام اینها اقداماتی بی‌فایده می‌نمود. شیرها از روی نرده‌ها می‌جستند یا با خالی کردن قسمت زیرین و ایجاد حفره به درون آن می‌خزیدند.
پس از حملات جدید، صدها کارگر از ساوو و محدودهٔ ساخت‌وساز فرار کردند و پروژه ساخت پل به ناچار متوقف شد. پترسون شخصاً دست به کار شد و اقدام به ایجاد انواع تله‌ها نمود و حتی چند بار با کمین شبانه بر روی درخت‌ها تلاش نمود تا شیرها را غافلگیر نموده و شکار نماید. پس از تلاش‌های بسیار و ناموفق، او اولین شیر را در ۹ دسامبر ۱۸۹۸ شکار کرد. ۲۰ روز بعد، شیر دوم کشف و کشته شد. اولین شیر کشته شده ۹ فوت ۸ اینچ (۲٫۹۵ متر) از بینی تا دم اندازه‌گیری شد و ۸ مرد لاشهٔ حیوان را حمل نمودند تا به اردوگاه بازگردانند. پترسون در خاطرات خود می‌نویسد که او اولین شیر را با یک گلوله شلیک شده از تفنگی با کالیبر بالا مجروح نمود اما از آنجا که گلولهٔ شلیک شده به پای عقب حیوان اصابت کرده بود، جانور توانست بگریزد. حیوان، بعدها مجدداً با کمین‌های شبانه بازگشت. پترسون برای شکار وی تلاش نمود. او با شلیکی مستقیم به شانهٔ حیوان با تفنگی قوی‌تر توانست جانور را از پای درآورد. گلوله از شانه گذشته و به قلب حیوان رسیده بود و صبح روز بعد، لاشهٔ حیوان مرده در فاصلهٔ نه چندان دوری کشف گردید.
شیر دوم، بسیار جان‌سخت‌تر می‌نمود چرا که ۹ بار به او شلیک شد. ۵ مرتبه با اولین اسلحه، ۳ مرتبه با اسلحهٔ دوم و در نهایت ۱ مرتبه با اسلحهٔ سوم.

## سبب شناسی
ریشه رفتار شیرهای قاتل Tsavo به طور قابل توجهی به عوامل محیطی و اکولوژیکی مرتبط می‌شود. تخریب جمعیت طعمه‌های طبیعی و شرایط رقابتی میان شیرها به طور مستقیم بر رفتار شکار آن‌ها تأثیر گذاشت. در ادامه به تفصیل بیشتر درباره این دو عامل می‌پردازیم:
1. فقدان طعمه‌های طبیعی
- کاهش جمعیت طعمه‌ها: یکی از عوامل کلیدی در رفتار شکار غیرمعمول شیرهای Tsavo، کاهش جمعیت طعمه‌های طبیعی مانند زبابا، گورخر و دیگر پستانداران بزرگ بود. این کاهش می‌توانست ناشی از شکار بی‌رویه توسط انسان‌ها، تغییرات اکوسیستمی، یا عوامل طبیعی مانند خشکسالی و بیماری‌ها باشد.
- تغییر در الگوی تغذیه: با کاهش طعمه‌های مورد استفاده، شیرها ممکن بود به دنبال منابع غذایی جدیدی باشند و انسان‌ها را به عنوان یک گزینه‌ی غذایی در نظر بگیرند. این تغییر در الگوی تغذیه می‌تواند به مشکلاتی در بقا منجر شود.
2. رقابت میان شیرها
- کمبود منابع غذایی: در زمان‌هایی که به طور طبیعی جمعیت شیرها بیشتر می‌شود یا جمعیت طعمه‌ها کاهش می‌یابد، رقابت برای دسترسی به منابع غذایی فزونی می‌گیرد. این رقابت ممکن است باعث شود که شیرها به راه‌های غیرمعمول برای تأمین غذای خود روی آورند.
- شکار مشترک: در شرایطی که شیرها با کمبود طعمه مواجه باشند، آن‌ها ممکن است به صورت جمعی برای شکار انسان‌ها برنامه‌ریزی کنند یا از استراتژی‌های مختلفی برای دستیابی به غذا استفاده نمایند.

## اقتباس‌ها
از ماجرای آدمخواران ساوو، تاکنون چندین اقتباس سینمایی نیز تهیه شده که مشهورترین آنها فیلم سینمایی شبح و ظلمت به کارگردانی استیون هاپکینز و با بازی مایکل داگلاس و وال کیلمر می‌باشد